# Giovanni Battista Milani
Giovanni Battista Milani (Roma, 17 maggio 1876 – Roma, 26 giugno 1940) è stato un ingegnere e architetto italiano.

## Biografia

Lo Stabilimento Roma al lido di Ostia, 1924

Laureatosi in ingegneria a Roma nel 1899, dopo aver collaborato con l'ingegnere-architetto Guglielmo Calderini, professore di Architettura Tecnica presso la Regia Scuola di Applicazione per gli Ingegneri di Roma iniziò la sua intensa attività professionale che proseguì sino alla fine degli anni trenta del XX secolo. Alla morte di Enrico Guj, gli succede come professore ordinario di Architettura Tecnica presso la Regia Scuola di Applicazione per gli Ingegneri di Roma dal 1905 e, insieme al collega Gustavo Giovannoni, professore di Architettura Generale presso la stessa scuola, è uno dei fondatori della Scuola di architettura dal 1920; accademico di San Luca, dell'Accademia Raffaello di Urbino e dell'Accademia di belle arti di Perugia; membro del Consiglio superiore dei lavori pubblici.
Tra le opere realizzate a Roma vi sono: le case d'affitto dell'Istituto Romano di Beni Stabili in viale Mazzini e il Villino Campos in Piazza d'Armi (1911), il palazzo per la famiglia Coen e altri progetti per facoltose famiglie ebraiche, l'asilo infantile israelitico (1910), l'ampliamento della sede della Regia Scuola di Applicazione per gli Ingegneri di Roma ora Facoltà di Ingegneria Civile e Industriale della Sapienza nell'ex convento di San Pietro in Vincoli (1916-1920), la chiesa di San Lorenzo da Brindisi in via Sicilia (1910), la palazzina in via Balbo ora Hotel Viminale (1910), lo stabilimento balneare "Roma" ad Ostia (1924, distrutto durante la guerra), le palazzine in viale Rossini e in via Paraguay (1928).
Tra le varie realizzazioni, l'edificio Banca Popolare Cosentina in piazza dei Valdesi a Cosenza (1926), il progetto dell'ospedale psichiatrico di Rieti (1930) e Villa Milani a Spoleto, acquistata e ristrutturata tra il 1920 e il 1927, usata da Milani come residenza estiva. Trasformata in residenza d'epoca, appartiene tuttora (2021) alla famiglia Milani.